# Rei Nakanishi
Rei Nakanishi (jap. なかにし 礼, Nakanishi Rei; bürgerlich Reizō Nakanishi (中西 禮三, Nakanishi Reizō); * 2. September 1938 in Mudanjiang, Mandschurei; † 23. Dezember 2020 in Tokio) war ein japanischer Erzähler und Liedtexter.

## Leben
Nakanishi wurde in der Mandschurei geboren, besuchte jedoch in Tokio und Aomori die Grund- und Mittelschule. Er studierte französische Literatur an der Rikkyō-Universität. Zunächst übersetzte Nakanishi französische Chansons, bis er in den Flitterwochen in einer Hotelbar in Shimoda (Präfektur Shizuoka) Yūjirō Ishihara kennenlernte und daraufhin begann, Texte für japanische Schlager (Kayōkyoku) zu schreiben. Nakanishi gilt neben Saeki Takao (佐伯 孝夫), Miyagawa Tetsuo (宮川 哲夫) und Aku Yū (阿久 悠) als einer der wichtigsten Schlagertexter der Nachkriegszeit. Er schrieb Hits wie Kyō de owakare (今日でお別れ) und Kita sakaba (北酒場). 1969 überstieg der Verkauf seiner Aufnahmen die 10 Millionen Marke. Der vielseitig begabte Nakanishi komponierte, sang, schrieb Essays und Erzählungen, gab Konzerte und trat im Fernsehen wie auf der Bühne auf.
Der Erfolg hatte auch seine Schattenseiten im Privatleben Nakanishis: Herzinfarkt, Scheidung und die Schulden seines älteren Bruders. Diese Erfahrungen finden Eingang in die beiden Erzählungen Kyōdai und Sakura no densetsu.
Ab dem Ende der 80er Jahre konzentrierte Nakanishi sich auf die Opern-Produktion und auf das Schreiben von Essays. Im Februar 2006 übergab Nakanishi alle Rechte an seinem musikalischen Schaffen an die K.K. Nichion (株式会社日音). Außerdem arbeitete Nakanishi als Kommentator der japanischen Show Wide! Scramble! (ワイド!スクランブル) des Asahi Television Network.
Er starb am 23. Dezember 2020 im Alter von 82 Jahren in Tokio an einem Herzinfarkt.

## Auszeichnungen
- 1989 22. Nihon Sakushi Taishō (17. Oktober 1989) für den Liedtext zu Kaze no bon koiuta (風の盆恋歌), Sängerin: Ishikawa, Kyūri
- 1999 122. Naoki-Preis für Nagasaki burabura-bushi (長崎ぶらぶら節)

## Werke

### Liedtexte
- 1967 Itoshi no jizaberu (いとしのジザベル), Sänger: The Golden Cups (ザ・ゴールデン・カップス)
- 1968 Aisuru kimi ni (愛する君に), Sänger: The Golden Cups (ザ・ゴールデン・カップス)
- 1970 Anata naru dō suru (あなたならどうする), Sängerin: Ishida Ayumi
- 1974 Good by my Love (グッド・バイ・マイ・ラブ, Guddo bai mai rabu), Sängerin: Ann (Linda) Lewis
- 1976 Aishū no symphony (哀愁のシンフォニー, Aishū no shinfonī), Sänger: Candies
- 1980 Joyū (女優), Sängerin: Iwasaki Hiromi
- 1980 Santa Maria no inori (サンタマリアの祈り), Sänger: Hideki Saijō
- 1984 Matsuri (まつり), Sänger: Kitajima Saburō
- 1989 Kaze no bon koiuta (風の盆恋歌), Sängerin: Ishikawa, Kyūri
- 2003 AMBITIOUS JAPAN!, Sänger: Tokio
- 2003 Eki terminal (駅・ターミナル, Eki tāminaru), Sänger: Tokio
- 2003 Blue Sky blue (ブルースカイ・ブルー, Burū sukai burū), Sänger: Rythem

### Essays
- 1972 Seishun no ai ni tsuite (青春の愛について)
- 1987 Ongaku e no koibumi (音楽への恋文)
- 1997 Aijingaku (愛人学)
- 2001 Tenjō no ongaku - daichi no uta (天上の音楽・大地の歌)
- 2008 Sambyōshi no maryoku (三拍子の魔力)

### Literarische Werke
- 1998 Kyōdai (兄弟)
- 1999 Nagasaki burabura-bushi (長崎ぶらぶら節)
- 2001 Akai tsuki (赤い月)
- 2004 Sakura densetsu (さくら伝説)

### Übersetzungen
- 1970 Alphonse Daudet Aishū no Paris Sappho (哀愁のパリ・サッフォー)
- 1973 Raymond Radiguet Radiguet shishū (ラディゲ詩集, Radige shishū) - Gedichtanthologie